# Нусинов, Исаак Маркович
Исаа́к Ма́ркович Нуси́нов (2 (14) июля 1889, Черняхов, Волынская губерния, Российская империя — 31 октября 1950, Москва, СССР) — советский литературный критик и литературовед, лингвист, профессор.

## Биография
Родился в семье управляющего заводом. С 1905 года в эмиграции, с 1906 года член Бунда. В 1914—1917 гг. изучал литературу и философию в Италии и Швейцарии. После Февральской революции вернулся в Россию. В 1918 году был арестован в Киеве властями Директории и приговорён к смерти, бежал из Лукьяновской тюрьмы. В 1919 году вышел из Бунда и вступил в РКП(б).
С 1922 г. в Москве. Окончил РАНИОН (1924), читал курс лекций по западноевропейской литературе в 1-м МГУ и на отделении еврейской лингвистики 2-го МГУ лекции по еврейской литературе. Много раз обвинялся в различных «уклонах». Преподавал в Институте красной профессуры, заведовал кафедрой еврейской литературы в МГПИ. Входил в редакционную коллегию Литературной энциклопедии. Выступал с активной критикой творчества М. Булгакова.
Во время борьбы с космополитизмом как активный член ЕАК подвергся преследованиям: в 1947 году была организована показательная кампания в прессе (с участием Александра Фадеева и Николая Тихонова) против его книги «Пушкин и мировая литература» (1941) как «антипатриотической» и «низкопоклоннической». В 1949 году арестован, умер в тюрьме во время следствия (по некоторым данным, в результате голодовки, объявленной в защиту одной из заключённых). Посмертно реабилитирован 26 апреля 1958 года Военной Коллегией Верховного Суда СССР.
Сын — драматург, киносценарист Илья Нусинов.
Внучки — Наталья Нусинова, Татьяна Нусинова.
Правнуки — Илья Желудев и Иван Желудев.

## Научная деятельность
Ученый занимался исследованием общественно-исторической роли литературы, а также разрабатывал принципы критического анализа и критериев художественности. Среди прочего он писал о еврейской, русской, зарубежной литературе.

## Публикации
- Статьи по теории литературы для БСЭ;
- Статьи по теории литературы для Литературной энциклопедии (тт. 1—9, 11; 1929—39), в редколлегию которой входил;
- Множество статей о различных литературных деятелях, таких как например: Шолом-Алейхем, И.-Л. Перец, Менделе Мойхер-Сфорим, Перец Маркиш, Пушкин, Гюго, Франс, Нодье, Белинский, Чернышевский, Л. Толстой, Чехов, Ромен Роллан, Барбюс, Жироду, Мериме, Шекспир, Гёте, Байрон, Диккенс, Плеханов, Войнич, Луначарский, Горький, Бергельсон, Л. Леонов, Б. Горбатов и др.
- Сборник литературно-критических статей «Проблемн фун дер пролетаришер литератур» («Проблемы пролетарской литературы», 1932
- Исследование по истории литературы «Вековые образы» (1937)
- Книга «История еврейской литературы на идиш» была включенная в издательский план на 1927 г., но так и не вышла в свет
- Сборник статей «История литературного героя» (М., 1958)
- Сборник «Избранные работы по русской и западной литературе» (М., 1959 — опубликованы посмертно)